# Bernissartia
Bernissartia — це вимерлий рід крокодилоподібних неозухіан, який мешкав у ранньому крейдяному періоді близько 130 мільйонів років тому.

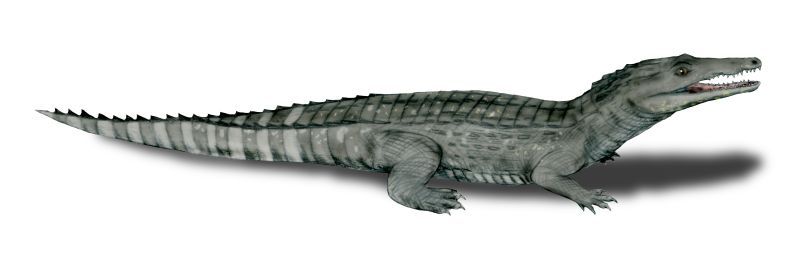
Реконструкція

Маючи лише 60 сантиметрів у довжину, Bernissartia є одним із найменших крокодилоподібних, які коли-небудь жили. Багато в чому він нагадував сучасні види і, ймовірно, був напівводним. У нього були довгі загострені зуби на передній частині щелеп, які могли б бути корисними для лову риби, але широкі та плоскі зуби на задній частині щелеп, які були придатні для подрібнення твердої їжі, такої як молюски, і, можливо, кісток.
Він відомий насамперед із черепів і скелетів, знайдених у формації Сент-Барб Клейс у Бельгії та формації Камарильяс в Іспанії. Менш повний матеріал, приписаний до Bernissartia з Великої Британії та Північної Америки.